# 발현체
발현체는 전사된 RNA와 번역된 단백질들의 발현정보의 총합을 말한다.

## 같이 보기
- 유전체
- 전사체
- 상호작용체